# Kickflip
Kickflip (ang. kick – kopnięcie) – akrobacja wykonywana na deskorolce. Polega na takim kopnięciu deski po uprzednim wyskoku, by obróciła się o 360 stopni dookoła swojej osi podłużnej, a następnie skater wylądował na niej, przy czym rotacja deskorolki ma miejsce „w stronę” skatera (to właśnie kierunek rotacji różni kickflipa od heelflipa). Wykonywane są także podwójne kickflipy (deskorolka obraca się o 720 stopni) i potrójne (deskorolka obraca się o 1080 stopni) wersje tej akrobacji, noszące odpowiednio nazwy: Double Kickflip i Triple Kickflip. Jako pierwszy akrobacje te wykonał Rodney Mullen (1983). Najwyższy kickflip wykonał Danny Way, deska obracała się na wysokości jego klatki piersiowej. Do kickflipa można dodać shove it lub shove it 360 (rotacja o 180, lub 360 stopni w poziomie). Te triki nazywają się kolejno: varial kickflip, bądź 360 flip. Możliwe są także kombinacje tego triku z innymi podobnymi aby otrzymać tak zwane triki late.

## Wykonanie
1. Ustawić nogi: Przednia przed montażówkami przednimi pod lekkim kątem, pięta ma wystawać.
2. Nacisnąć taila i w powietrzu posunąć nogę wzdłuż deski, lekko naciskając na brzeg, tak aby nadać desce odpowiednią rotację. (regular w lewo, goofy w prawo)
3. Podwinąć nogi i czekać aż deska się obróci.
4. Wylądować i ugiąć nogi.